# 拉洛馬 (新墨西哥州)
拉洛馬（英語：La Loma）是位於美國新墨西哥州聖菲縣的非建制地區。

## 地理
拉洛馬所處的海拔為高於海平面2164米（即7100英呎），而該地所採用的時區為UTC-7，即北美山地时区（MST）。同時該地設有夏令時間，為UTC-7調快一小時，即UTC-6（MDT）。